# Alto Catumbela
Alto Catumbela je město nacházející se v angolské provincii Benguela. Alto Catumbela se nachází na Planalto, cca 250 km ve vnitrozemí v okrese Ganda. Leží na samém východě provincie, na trase z měst Benguela a Lobito do středoangolského města Huambo (dříve Nova Lisboa).
V roce 1956 byla ve městě založena továrna Companhia de Celulose e Papel de Angola na zpracování eukalyptového dřeva pro výrobu celulózy a papíru. Po odchodu Portugalců z Angoly byla v roce 1975 a 1976 provedena rekonstrukce továrny.
Smlouvu na obsazení technickým týmem podepsala Angola s Československem. Od roku 1977 v továrně Companhia de Celulose e Papel de Angola pracovali českoslovenští odborníci. Ráno 12. března 1983 bylo město přepadeno vojsky Národního svazu za úplnou nezávislost Angoly (UNITA), během přepadení unesli 66 československých občanů. Tím československá účast na technické pomoci v Angole skončila.
V roce 2009 zde spolupracovali s angolským podnikatelem O. Dovalou pracovníci české firmy Pilous z Brna, kteří mají licenci na kácení eukalyptů. V majetku bývalé továrny Companhia de Celulose e Papel de Angola bylo 85 000 hektarů eukalyptových lesů. Ty jsou dnes přerostlé a vzhledem k malému možnému využití této dřeviny se řežou na desky a exportují.
Zmíněná činnost pracovníků firmy Pilous byla na jaře 2010 zastavena guvernérem provincie Benguela. Objevily se nesrovnalosti ve smlouvách, respektive v jejich dodržování. Lesy nebyly rekultivovány a těžbu tam vykonávaly i dvě další firmy, jedna dokonce bez licence.